# Sweet Smell of Success
Sweet Smell of Success is een Amerikaanse film noir uit 1957 onder regie van Alexander Mackendrick.

## Verhaal
De New Yorkse columnist J.J. Hunsecker wil verhinderen dat zijn zus trouwt met de jazzmuzikant Steve Dallas. Hij huurt daarom de persagent Sidney Falco in. Hij krijgt als opdracht de relatie te breken.

## Rolverdeling
| Acteur          | Personage       |
| --------------- | --------------- |
| Burt Lancaster  | J.J. Hunsecker  |
| Tony Curtis     | Sidney Falco    |
| Susan Harrison  | Susan Hunsecker |
| Martin Milner   | Steve Dallas    |
| Jeff Donnell    | Sally           |
| Sam Levene      | Frank D'Angelo  |
| Joe Frisco      | Herbie Temple   |
| Barbara Nichols | Rita            |
| Emile Meyer     | Lt. Harry Kello |
| Edith Atwater   | Mary            |